# 1149 Volga
För andra betydelser, se Volga (olika betydelser).
1149 Volga är en asteroid i huvudbältet som upptäcktes den 1 augusti 1929 av den ryske astronomen Evgenij F. Skvortsov vid Simeizobservatoriet på Krim. Dess preliminära beteckning var 1929 PF. Den fick senare namn efter Europas längsta flod, Volga.
Volgas senaste periheliepassage skedde den 24 januari 2019.[Uppdatering behövs] Dess rotationstid har beräknats till 27,5 timmar.